# Biebelried
Biebelried este o comună din landul Bavaria, Germania.